# Търсене (филм)
„Търсене“ (на английски: Searching) е американски мистъри трилър от 2018 г. на режисьора Аниш Чаганти в режисьорския си дебют, който е съсценарист със Сев Оханиан, и е продуциран от Тимур Бекмамбетов. Филмът е изцяло развит по компютърните екрани и смартфони, разказва се за баща (Джон Чо), който се опитва да намери 16-годишната си дъщеря (Мишел Ла) с помощта на полицейския детектив (Дебра Месинг).
Като копродукция между САЩ и Русия, премиерата на филма се състои във филмовия фестивал „Сънданс“ на 21 януари 2018 г., и е пуснат по кината в САЩ на 24 август 2018 г. от „Сони Пикчърс Релийзинг“.
Самостоятелното продължение – „Изчезнала“, излиза на 20 януари 2023 г.